# 廣瀬慶二
廣瀬 慶二（ひろせ けいじ、1969年 - ）は日本の建築家。犬や猫と暮らすために特化した住宅を得意とする。一級建築士。一級愛玩動物飼養管理士。住まいのリフォームコンクール優秀賞(第23回)、国土交通大臣賞(第25回)など受賞。兵庫県出身。

## 来歴
「ペットと住まい」に関する専門家。
動物行動学を援用したデザインで、ペットと美しく快適に暮らすための住まいを研究・提案している。完全室内飼いの猫に対する環境エンリッチメントを実現した「猫の家」シリーズや、犬との生活に配慮した住宅作品は国内外のメディアで紹介されている。
「WDLR～ラブラドールレトリーバーと心地よくくらすためのリフォーム～」では第23回住まいのリフォームコンクール優秀賞、「古い団地の１住戸を現代風に再生する・パピヨン２匹の家」では第25回住まいのリフォームコンクール国土交通大臣賞を受賞。

## 略歴
- 1994年  神戸大学卒業。
- 1996年  神戸大学大学院自然科学研究科博士前期課程修了。
- 2000年  ファウナ一級建築士事務所設立。
- 2002年  有限会社ファウナ・プラス・デザインに改組。
- 2009年- 中央動物専門学校非常勤講師。

## 作品
- 猫の家 The Cats' House　「へぐりさんち」(2009)

## 著書・作品集
- 『ペットと暮らす住まいのデザイン［増補改訂版］』丸善出版 ISBN 4621306596 2021年
- 『与宠物一起生活的家居设计』中国建築工業出版社 ISBN 978-7-112-21293-4 2018年
- 『猫がうれしくなる部屋づくり、家づくり』プレジデント社 ISBN 4833422611 2017年
- 『へぐりさんちは猫の家』幻冬舎 ISBN 4344025938 2014年
- 『ペットと暮らす住まいのデザイン』丸善出版 ISBN 4621087401 2013年

## 出演
- 『猫の幸せ　私の幸せ』（2025年2月22日）（BSテレビ東京）
- 『これ余談なんですけど...』（2024年5月2日）（ABCテレビ）
- 『よ〜いドン！』（2022年11月11日）（関西テレビ）
- 『ウラマヨ！』（2022年10月29日）（関西テレビ）
- 『激カワどうぶつ図鑑』（2022年5月1日）（テレビ東京）
- 『西川きよしのおしゃべりあるき目です』（2015年9月21日）（朝日放送）
- 『そこまでやる!?日本のスゴイ家』（2014年7月13日）（テレビ東京）
- 『吾輩は犬である』（2014年10月12日、19日）（TOKYO FM）
- 『知っとこ!』（2010年4月10日）（TBSテレビ）
- 『アニマルプラネット - にゃんこの城　#3』（2009年）（ディスカバリー・コミュニケーションズ）

## 作品・インタビューの掲載誌
- 書籍「LAND OF THE RISING CAT (プレステル)」　(2019 イギリス・アメリカ）
- 雑誌「通販生活」（2017春号　日本）
- 書籍「猫のための家づくり（X-knwledge）」（2017年　日本）
- 文部科学省検定済教科書「家庭基礎（開隆堂）」（2017年　日本）
- 書籍「超幸福感！我和我的猫一起住」（2014年　台湾）
- 新聞「朝日新聞 be：フロントランナー」（2013年11月16日 日本）
- ムック「CASA Melhores ideias para sua」（2012年発行 No.2 ブラジル）
- 雑誌「Magazine Animal」（2012年 カナダ）
- 雑誌「your Cat」（2012年2月号 イギリス）
- 雑誌「Le magazine,30 millions d'amis」（2012年1月号 フランス）
- 雑誌「Chiens Chats & Cie」（2011年創刊号 フランス）
- 新聞「Le Matin」（2011年10月7日 スイス）
- 電子書籍「Good Dog」（2011年創刊号 アメリカ）
- 雑誌「Construir」（2011年142号 ブラジル）
- 教育誌「Daily7」（2011年 香港）
- 新聞「ニューヨーク・タイムズ」（2010年 アメリカ）